# Walpurgis Night
Walpurgis Night è il primo album in studio del gruppo musicale heavy metal tedesco Stormwitch, pubblicato nel 1984.
| Recensione        | Giudizio |
| ----------------- | -------- |
| Rock Hard tedesco | [ 1 ]    |

## Il disco
Il disco d'esordio della band è stato registrato in soli otto giorni ed è stato pubblicato dall'etichetta tedesca Scratch Records, che lo ha inserito in un'edizione in CD del 1986 contenente anche il terzo album e intitolata Stronger Than Heaven / Walpurgis Night.
In seguito è stato ristampato in CD nel 2004 dalla Battle Cry Records, che ha anche pubblicato gli altri quattro album della band usciti negli anni ottanta. Questa versione contiene quattro tracce bonus live registrate in bassa qualità durante un concerto del 1984.
Nel 2013 è stato ristampato in formato LP dalla Heavy Forces Records.

## Tracce
Testi di Lee Tarot (Harald Spengler).
1. Cave of Steenfoll – 4:20
2. Priest of Evil – 4:55
3. Skull and Crossbones – 5:43
4. Werewolves on the Hunt – 4:40
5. Walpurgis Night – 3:00
6. Flour in the Wind – 5:45
7. Warlord – 4:27
8. Excalibur (strumentale) – 3:45
9. Thunderland – 4:30

Tracce bonus Battle Cry
live a Ludwigsburg, Germania - 29 agosto 1984
1. Cave of Steenfoll – 4:30
2. Walpurgis Night – 3:06
3. Thunderland – 5:18
4. Light the Pyre – 3:42

## Formazione
- Andy Aldrian - voce
- Lee Tarot - chitarra
- Steve Merchant - chitarra
- Ronny Pearson - basso
- Pete Lancer - batteria